# 路易斯·法里尼亚
路易斯·法里尼亚（Luis Fariña），（1991年4月20日—)是一名阿根廷足球运动员。这名球员目前效力于西班牙足球甲级联赛球队拉科鲁尼亚 。

## 个人经历
法里尼亚，全名路易斯·卡洛斯·法里尼亚·奥利维拉（Luis Carlos Fariña Olivera），1991年4月20日生于阿根廷首都布宜诺斯艾利斯。
法里尼亚成长于阿根廷著名的竞技俱乐部青训营，2000年年仅9岁的法里尼亚进入了竞技队的青训体系，直至2009年，18岁的法里尼亚正式出道成为职业球员。
2009-2013年期间，法里尼亚为母队竞技队出场51次，射入4球。随后他转会葡萄牙，加入葡超豪门本菲卡。
结束了在阿联酋为期一年的租借后，2014年夏季，法里尼亚再次离开本菲卡，租借加入了西班牙足球甲级联赛球队拉科鲁尼亚，租借为期一年。